# Asplenium auritum
Asplenium auritum es una especie de helecho de la familia Aspleniaceae.

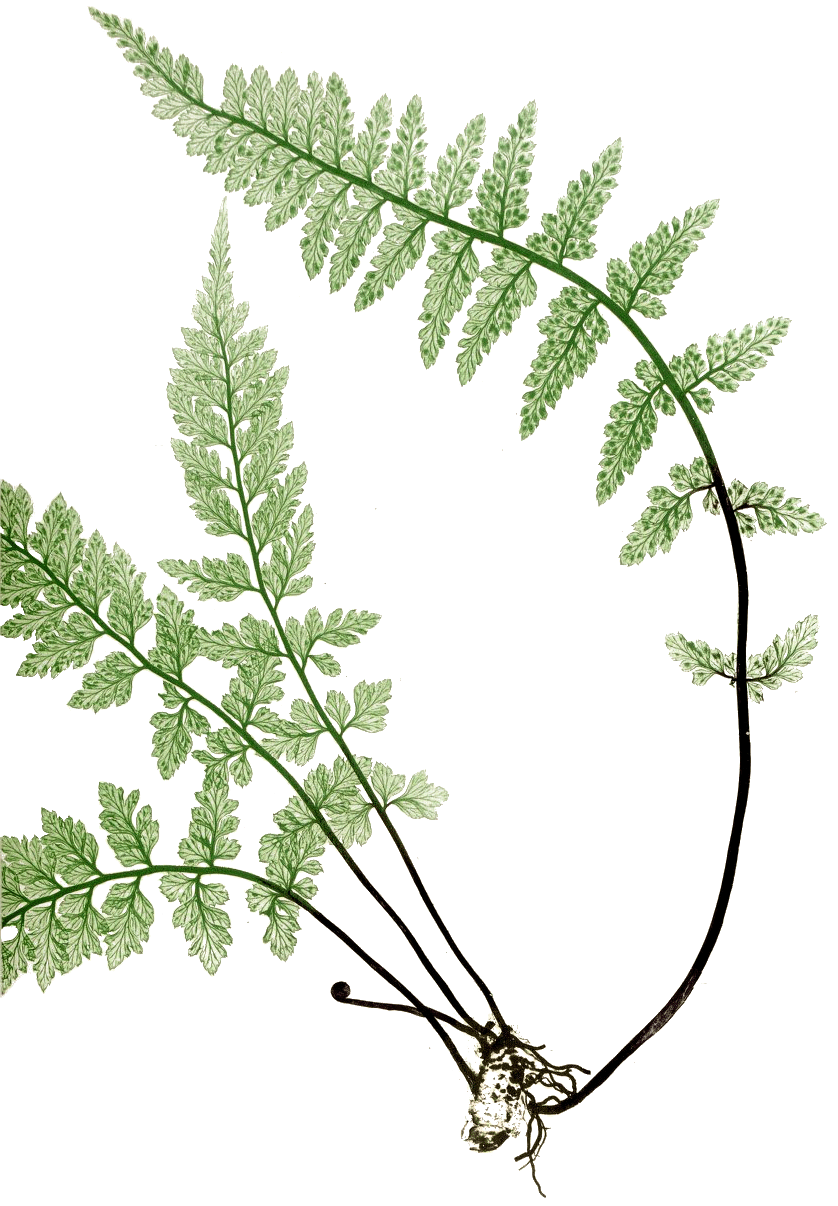
Frondas

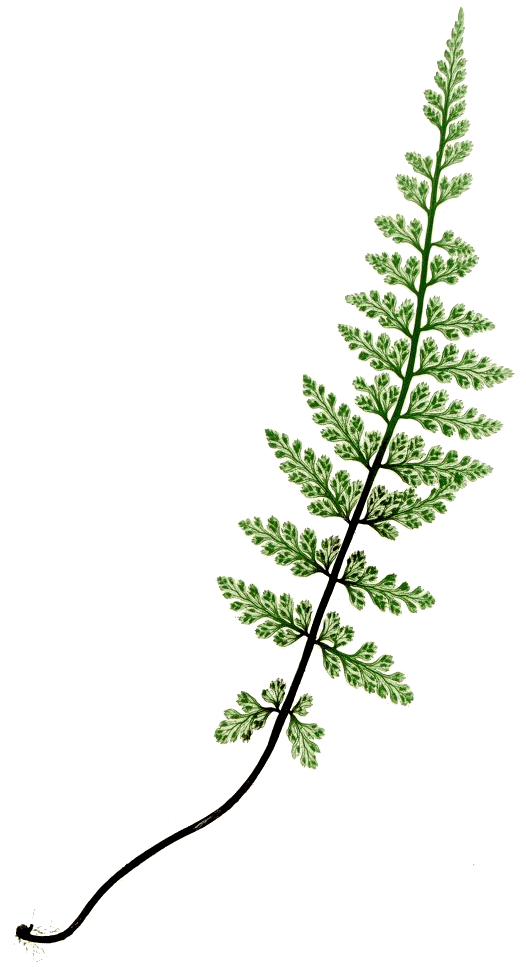
Frondas

## Descripción
Es un helecho con rizoma oblicuo, cubierto de páleas linear-lanceoladas, con ápice filiforme, de castaño-claras a castaño-oscuras. Frondes de hasta 58 cm, en fascículos laxos; pecíolo generalmente menor que la lámina, de castaño rojizo a castaño negruzco; raquis castaño rojizo, verdoso en el ápice; lámina 8-37 x 2-8 cm, 1-pinnada,oblongo-lanceolada, coriácea, raramente membranácea; pinnas 1,25-3,5 x0,7-1,5 cm, hasta 40 a cada lado del raquis, cortamente pecioluladas, sésiles o decurrentes,ovadas, subromboidales u oblongas, obtusas y asimétricas en la base, con margen crenado, dentado o serrado; nervios 2-4 veces bifurcados. Soros(2)6-12(18) por pinna, oblongos, anchos, generalmente no confluentes. Esporas (23)27-32(38) μm de diámetro, ovoideas, generalmente con perisporio crestado, con crestas poco elevadas, reticulado-verrucoso en las aréolas. Tiene un número de cromosomas de 2n = 72; n = 36.

## Distribución y hábitat
Se encuentra en acantilados marítimos protegidos del oleaje, tanto calizos como silíceos; rara vez en el interior. Litoral atlántico europeo, mediterráneo occidental y macaronésico. 

## Taxonomía
Asplenium auritum fue descrita por Peter Olof Swartz  y publicado en Journal für die Botanik 1800(2): 52. 1801.
Etimología
Ver: Asplenium
auritum: epíteto que significa "orejudo".
Sinonimia
- Asplenium auriculatum (Hook. f.) C.V. Morton & Lellinger
- Asplenium auritum f. angustisectum Hieron.
- Asplenium auritum var. auriculatum (Hook. f.) C.V. Morton & Lellinger
- Asplenium auritum var. macilentum (Kunze ex Klotzsch) T. Moore
- Asplenium auritum var. moritzianum Hieron.
- Asplenium auritum var. obtusum Kunze ex Mett.
- Asplenium auritum var. recognitum (Kunze) Griseb.
- Asplenium auritum var. rigidum (Sw.) Hook.
- Asplenium erosum Maxon
- Asplenium lanceolatum Forssk.
- Asplenium levyi E. Fourn.
- Asplenium macilentum Kunze ex Klotzsch
- Asplenium marinum L.
- Asplenium marinum var. auriculatum Hook. f.
- Asplenium plumbeum H. Christ
- Asplenium recognitum Kunze
- Asplenium shepherdii var. costaricense Baker
- Asplenium sulcatum Lam.
- Asplenium sulcatum var. recognitum Hicken
- Diplazium bakerianum Domin[4]

## Nombres comunes
- Castellano: culantrillo de mar, doradilla marina, helecho marino.[5]